# 타탄카케라톱스
타탄카케라톱스("들소의 뿔 달린 얼굴" 이란 의미)는 초식성 각룡류 공룡의 한 속이다.
타탄카케라톱스는 몸집이 작은 카스모사우루스아과 각룡류로 백악기 후기 (마스트리흐트절 후기) 현재의 사우스다코타에 살았다. 타탄카케라톱스의 유일한 표본은 두개골 일부로 구성되어 있으며 헬크릭 층의 6600만년 전 지층에서 발견되었다. 타탄카케라톱스는 크리스토퍼 J. 오트와 피터 L 라슨이 2010년에 보고하였으며 모식종은 타탄카케라톱스 사크리소노룸 (Tatankaceratops sacrisonorum)이다.
2011년에 닉 롱리치는 타탄카케라톱스를 간략히 재평가한 내용이 담긴 논문을 출판했다. 롱리치는 타탄카케라톱스가 성체 및 어린 트리케라톱스표본들의 특징을 기묘하게 섞어 놓은 형태로 보인다고 주장했다. 롱리치는 타탄카케라톱스가 왜소한 트리케라톱스 종이거나 아니면 발달장애가 있어 일찍 성장이 멈춘 트리케라톱스 종일 수 있다고 지적했다. 토마스 R. 홀츠 2세를 비롯한 다른 고생물학자들은 타탄카케라톱스가 트리케라톱스의 어린 개체에 불과하다는 주장에 대해 강력한 의구심을 품고 있다고 쓰고 있다.